# Hội nghị Yalta
Hội nghị Yalta, còn gọi là Hội nghị Crimea với tên mã Argonaut, diễn ra ngày từ 4 đến ngày 11 tháng 2 năm 1945, là cuộc gặp giữa nguyên thủ quốc gia của Hoa Kỳ, Vương quốc Anh và Liên Xô khi Chiến tranh thế giới thứ hai gần kết thúc nhằm thảo luận việc tái cấu trúc Đức và châu Âu hậu chiến tranh. Đại diện ba nước lần lượt là Tổng thống Franklin D. Roosevelt, Thủ tướng Winston Churchill, và Tổng bí thư Joseph Stalin. Hội nghị được tổ chức gần Yalta ở Crimea, Liên Xô, tại Cung điện Livadia, Yusupov, và Vorontsov.
Mục đích của cuộc hội nghị là để thiết lập một nền hòa bình hậu chiến với cả trật tự an ninh tập thể và quyền tự quyết cho người dân châu Âu. Với chủ đề chính là sự tái thiết của những quốc gia châu Âu bị chiến tranh giày xéo, hội nghị trở thành một chủ đề gây tranh cãi khi mà Chiến tranh Lạnh chia cắt châu Âu chỉ vài năm sau.
Yalta là hội nghị thứ hai trong ba hội nghị thời chiến quan trọng giữa Tam đại cường quốc, sau Hội nghị Tehran tháng 11 năm 1943 và trước Hội nghị Potsdam tháng 7 năm 1945. Trước Yalta còn có một hội nghị ở Moscow tháng 10 năm 1944, không có mặt Roosevelt, nơi Churchill và Stalin bàn về phạm vi ảnh hưởng của Tây Âu và Xô viết.

## Hội nghị

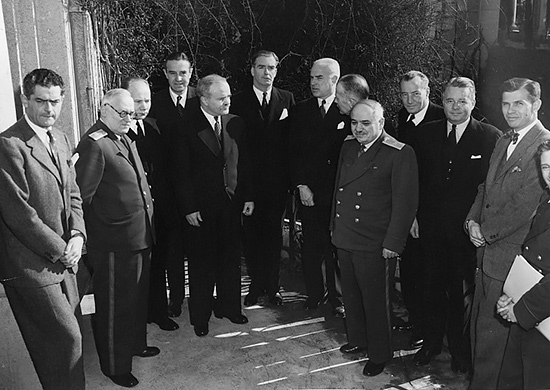
Nhà ngoại giao Anh, Mỹ, và Liên Xô trong hội nghị Yalta

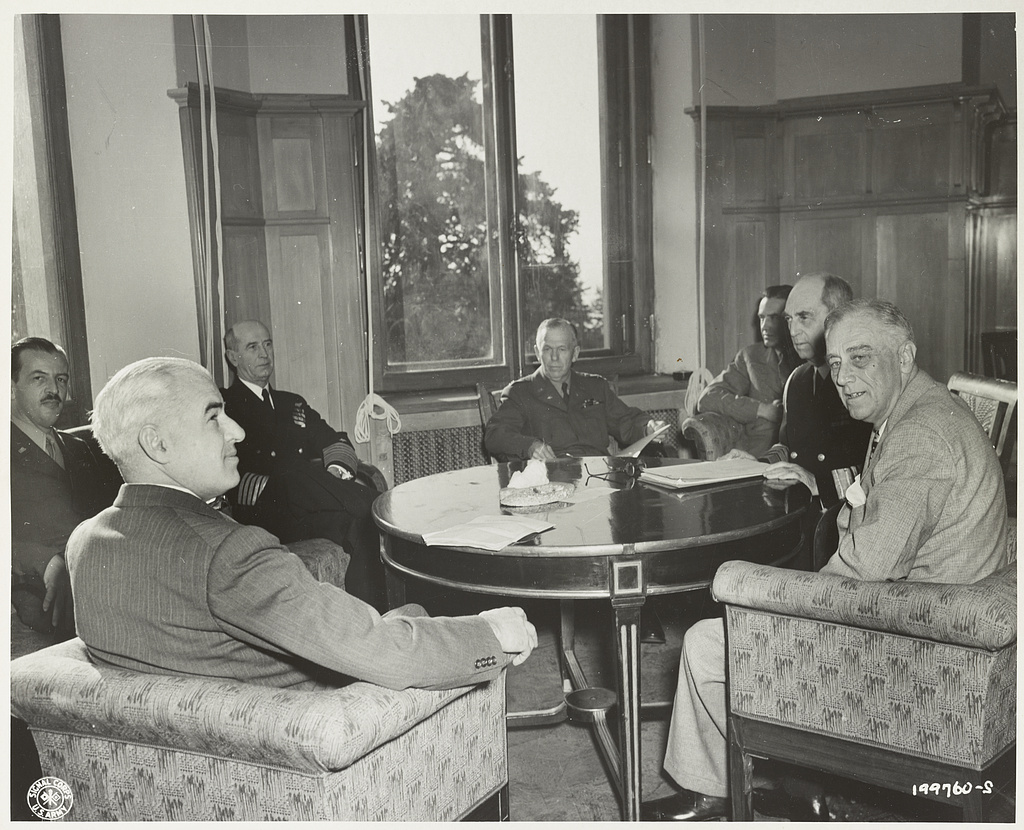
Phái đoàn Hoa Kỳ tại Yalta ở Cung điện Livadia từ trái sang phải: Bộ trưởng Ngoại giao Edward Stettinius, Thiếu tướng L. S. Kuter, Đô đốc E. J. King, Tướng quân George C. Marshall, Đại sứ Averell Harriman, Đô đốc William Leahy, và Tổng thống F. D. Roosevelt. Cung điện Livadia, Crimea, RSFSR

Bắt đầu hội nghị Yalta, phe Đồng Minh phía Tây đã giải phóng toàn bộ Pháp và Bỉ và đang chiến đấu ở biên giới phía tây của Đức. Ở phía đông, quân Xô viết chỉ cách Berlin 65 km, sau khi đẩy lùi quân Phát xít khỏi Ba Lan, Romania, và Bulgaria. Sự thất bại của Đức gần như đã ngã ngũ. Vấn đề còn lại là cục diện hậu chiến của châu Âu.
Lãnh đạo Pháp-Tướng Charles de Gaulle không được mời tới cả Hội nghị Yalta lẫn Potsdam, một sự sỉ nhục ngoại giao gieo mầm cho những hiềm khích sâu sắc sau này. De Gaulle cho rằng ông không được mời đến Yalta vì mối thù hằn của Roosevelt, nhưng phía Xô viết cũng phản đối mời ông đến hội nghị. Tuy nhiên, sự vắng mặt của đại diện Pháp tại Yalta khiến cho việc mời de Gaulle đến Hội nghị Postdam sẽ rất khó xử, bởi ông sẽ yêu cầu xét lại những vấn đề đã được nhất trí ở Yalta.
Sáng kiến cho một hội nghị "Tam đại cường quốc" thứ hai do Roosevelt khởi xướng, ban đầu mong cuộc gặp diễn ra trước cuộc bầu cử tổng thống Mỹ vào tháng 11 năm 1944 nhưng rồi muốn cuộc gặp vào đầu năm 1945 ở một địa điểm trung lập tại Địa Trung Hải. Những đề xuất ban đầu bao gồm Thuộc địa vương thất Malta, Cyprus, Sicily, Athens, và Jerusalem. Stalin bác bỏ tất cả những đề xuất đó, nói rằng bác sĩ của ông khuyến cáo ông không thực hiện chuyến đi xa nào. Ông đề xuất gặp nhau tại khu nghỉ dưỡng Biển Đen Yalta tại Crimea. Chứng sợ bay của Stalin được cho là một nguyên nhân dẫn đến quyết định này. Mặc dù vậy, Stalin vẫn để Roosevelt "chủ trì" cuộc hội nghị, và tất cả phiên họp toàn thể diễn ra tại nơi ở của phái đoàn Mỹ tại Cung điện Livadia, và Roosevelt luôn ngồi giữa trong những bức ảnh chụp chung, tất cả đều được chụp bởi nhiếp ảnh gia của Roosevelt.
Mỗi nguyên thủ có tầm nhìn riêng cho Đức và châu Âu thời hậu chiến. Roosevelt muốn Liên Xô hỗ trợ trong Chiến tranh Thái Bình Dương chống lại Nhật Bản, cụ thể cho kế hoạch xâm lược Nhật Bản (Chiến dịch Mãn Châu), cũng như sự tham gia của Liên Xô trong Liên Hợp Quốc. Churchill kêu gọi bầu cử tự do và chính quyền dân chủ ở Trung và Đông Âu, đặc biệt là Ba Lan. Stalin yêu cầu phạm vi ảnh hưởng của Liên Xô bao gồm Đông và Trung Âu như một thành phần cốt lõi của chiến dịch quốc phòng của Liên Xô, và lập trường của ông cứng rắn đến mức ông phần nào có toàn quyền quyết định. Theo thành viên phái đoàn Mỹ và Bộ trưởng Ngoại giao tương lai James F. Byrnes, "câu hỏi đặt ra không phải là chúng ta để người Nga làm gì, mà là chúng ta có thể thuyết phục người Nga làm gì."
Ba Lan là vấn đề đầu tiên trên nghị trình của Liên Xô. Stalin nói rằng, "Với chính phủ Liên Xô, Ba Lan là một vấn đề về danh dự" và an ninh vì trong lịch sử, Ba Lan đóng vai trò hành lang cho những cuộc hành quân xâm lược Nga. Ngoài ra, Stalin bàn về lịch sử cho rằng "vì người Nga đã gây tội lớn lên Ba Lan", "chính phủ Liên Xô mong muốn bù đắp lại cho những tội lỗi đó". Stalin kết luận rằng "Ba Lan phải trở nên mạnh mẽ" và "Liên Xô mong muốn thiết lập một Ba Lan cường hào, tự do và độc lập". Theo đó, Stalin nói rằng yêu cầu của chính quyền Ba Lan lưu vong là không đàm phán được, và rằng Liên Xô sẽ giữ phần lãnh thổ đông Ba Lan mà Liên Xô sáp nhập năm 1939, còn Ba Lan sẽ được bù đắp với việc mở rộng biên giới phía tây, vào trong lãnh thổ của Đức. Trái với quan điểm trước đó của ông, Stalin hứa sẽ tổ chức bầu cử tự do ở Ba Lan, mặc cho sự hiện diện của một chính phủ lâm thời do Liên Xô chống lưng cai quản những vùng bị Hồng Quân chiếm.
Roosevelt muốn Liên Xô tham chiến ở mặt trận Thái Bình Dương chống lại Nhật Bản, với hy vọng sẽ nhanh chóng kết thúc chiến tranh và giảm bớt thiệt hại cho Mỹ. Một điều kiện để Liên Xô tuyên bố chiến tranh với Nhật là Mỹ chính thức công nhận Mông Cổ là nước độc lập ngoài Trung Quốc (Cộng hòa Nhân dân Mông Cổ đã là một nước vệ tinh của Liên Xô từ 1924 đến Thế chiến II). Liên Xô cũng muốn sự công nhận của quyền lợi Liên Xô trong Đường sắt Đông Trung Quốc và Cảng Lữ Thuận chính thức nhưng không yêu cầu Trung Quốc cho thuê. Những điều kiện này được chấp thuận mà không có sự tham gia của Trung Quốc.
Liên Xô cũng yêu cầu trao trả phía Nam đảo Sakhalin, vốn bị Nhật Bản xâm chiếm trong Chiến tranh Nga–Nhật năm 1905, và Nhật nhượng lại Quần đảo Kuril. Cả hai yêu cầu được Tổng thống Truman chấp thuận. Đáp lại, Stalin cam kết Liên Xô sẽ tham gia mặt trận Thái Bình Dương ba tháng sau khi Đức bại trận. Sau này, ở Postdam, Stalin hứa với Truman sẽ tôn trọng sự thống nhất dân tộc của Triều Tiên, nơi lính Xô viết chiếm đóng một phần.

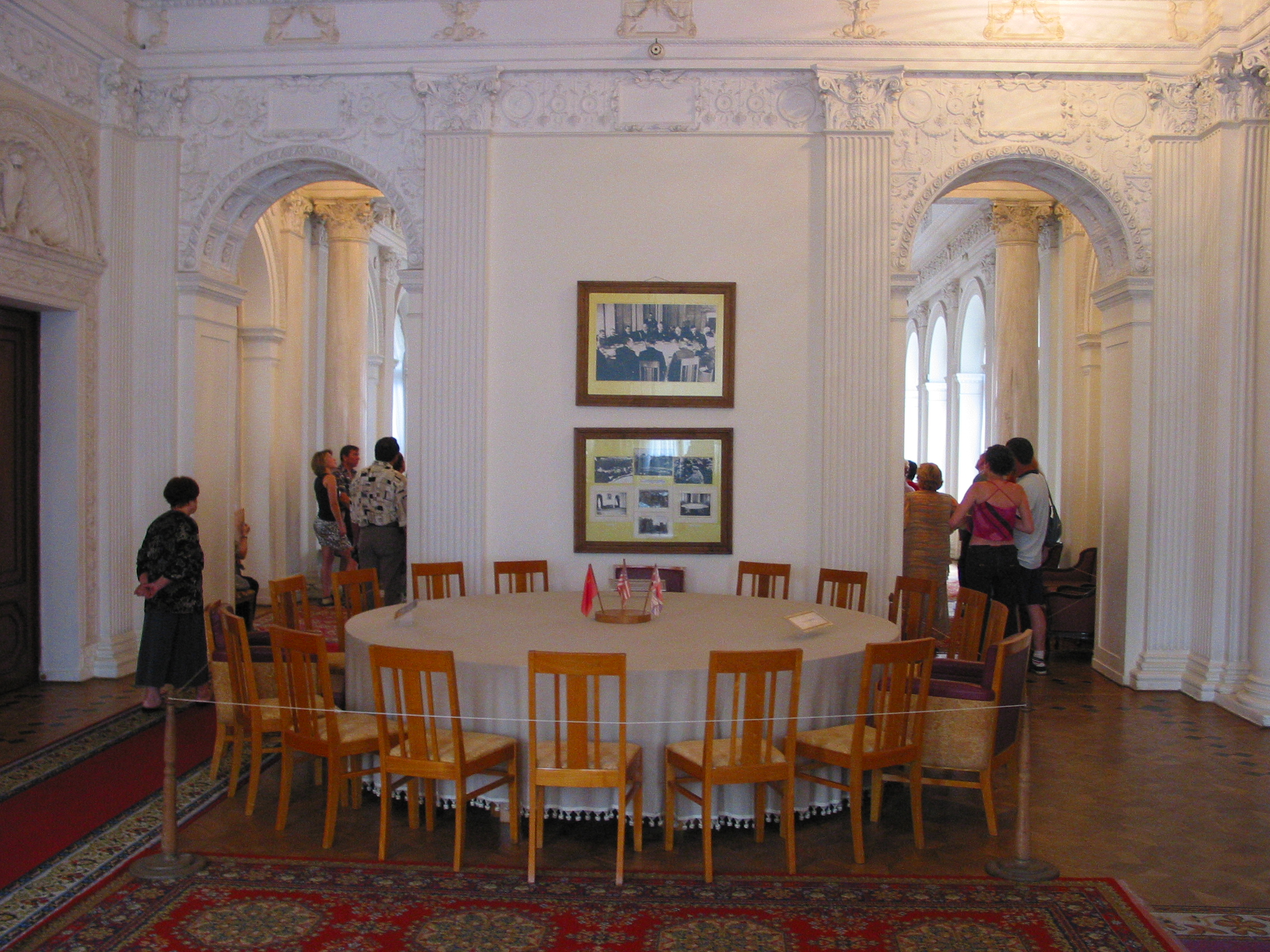
Nơi gặp mặt giữa ba cường quốc

Liên Xô cũng đồng ý tham gia Liên Hợp Quốc với quyền phủ quyết cho thành viên thường trực của Hội đồng Bảo an, đảm bảo mỗi quốc gia có thể ngăn chặn quyết định ngoài ý muốn.
Cả ba nhà lãnh đạo thông qua thỏa thuận của Ủy ban Cố vấn châu Âu về ranh giới các vùng chiếm đóng của Đức với ba vùng chiếm đóng cho ba quốc gia Đồng Minh chủ chốt. Họ cũng đồng ý cho Pháp một vùng chiếm đóng kề vùng của Anh và Mỹ, nhưng de Gaulle giữ quan điểm từ chối vùng của Pháp được định ranh với sự vắng mặt của ông. De Gaulle ra lệnh cho quân Pháp chiếm đóng Stuttgart, và chỉ rút quân khi bị Mỹ đe dọa ngừng cung cấp viện trợ kinh tế. Churchill ở Yalta cho rằng Pháp cần phải trở thành một thành viên của Hội đồng Kiểm soát Đồng Minh cho Đức. Stalin phản đối đề xuất này cho đến khi Roosevelt ủng hộ Churchill, nhưng Stalin vẫn cương quyết không cho Pháp tham gia Ủy ban Tái thiết Đồng Minh đặt tại Moscow và chỉ đồng ý tại Hội nghị Postdam.
Ngoài ra, ba nước cũng nhất trí tái thiết tất cả chính phủ cũ cho những nước bị xâm lược, ngoại trừ Romania, Bulgaria, và Ba Lan, với chính phủ lưu vong bị Stalin bác bỏ, và tất cả thường dân sẽ được hồi hương.

### Tuyên bố Giải phóng châu Âu

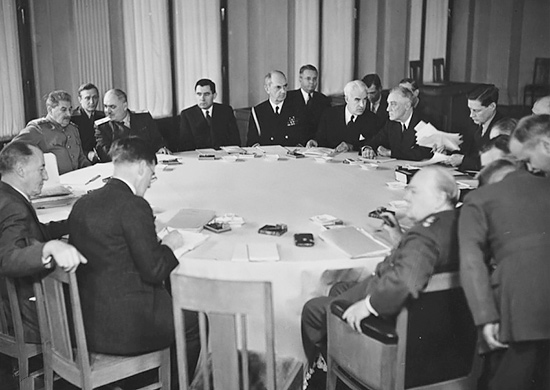
Lãnh đạo của Tam đại cường quốc tại bàn đàm phán ở Hội nghị Yalta

Tuyên bố Giải phóng châu Âu được viết bởi Winston Churchill, Franklin D. Roosevelt, và Joseph Stalin trong hội nghị Yalta. Tuyên bố là lời hứa cho phép người dân châu Âu "tạo nên những thể chế dân chủ của chính họ", cam kết "thành lập những chính phủ đại diện cho ý chí của nhân dân bằng bầu cử tự do sớm nhất có thể". Lời hứa này tương tự với những dòng của Hiến chương Đại Tây Dương cho "quyền của tất cả người dân được phép chọn thể chế chính phủ của họ".

### Những điểm chính
Những điểm chính của hội nghị bao gồm:
- Nhất trí ưu tiên đầu hàng không điều kiện của Đức Quốc xã. Sau cuộc chiến, Đức và Berlin sẽ bị chia tách thành bốn vùng chiếm đóng.
- Stalin đồng ý Pháp sẽ có vùng chiếm đóng thứ tư ở Đức nếu nó được lấy từ vùng của Mỹ và Anh.
- Đức sẽ thực hiện phi quân sự hóa và tiêu diệt chủ nghĩa quốc xã. Các nước Đồng Minh sẽ đưa ra những biện pháp ngăn chặn Đức hồi phục quân đội, xóa bỏ chủ nghĩa quân đội và giới chức quốc xã cấp cao, trừng phạt những tội phạm chiến tranh.[15]
- Đức sẽ bồi thường chiến tranh bằng lao động cưỡng bức để đền bù thiệt hại cho những nạn nhân của Đức Quốc xã.[16] Tuy nhiên, những người lao động cũng phải thu hoạch mùa vụ, khai thác urani, và làm những việc khác (xem thêm Lao động cưỡng bức người Đức sau Chiến tranh thế giới thứ hai và Lao động cưỡng bức người Đức tại Liên Xô).
- Thành lập ủy ban bồi thường đặt tại Liên Xô.
- Tình trạng của Ba Lan được thảo luận. Các nước nhất trí công nhận Chính phủ lâm thời Cộng hòa Ba Lan do Liên Xô thiết lập "trên cơ sở dân chủ".[17]
- Biên giới đông Ba Lan đi theo Đường Curzon, và Ba Lan sẽ nhận lãnh thổ đền bù từ Đức ở phía tây.
- Stalin cam kết cho phép bầu cử tự do ở Ba Lan.
- Stalin cam kết tham gia vào Liên Hợp Quốc.
- Stalin yêu cầu 16 nước cộng hòa của Liên Xô trở thành thành viên Liên Hợp Quốc. Đề xuất này được xem xét, nhưng 14 nước bị từ chối. Truman đồng ý trao tư cách thành viên cho Ukraina và Byelorussia trong khi giữ quyền thêm hai phiếu cho Hoa Kỳ.[18]
- Stalin đồng ý tham chiến với Đế quốc Nhật Bản "trong vòng hai đến ba tháng sau khi Đức đầu hàng và cuộc chiến ở châu Âu kết thúc". Kết quả là Liên Xô chiếm đóng Nam Sakhalin và Quần đảo Kuril, cảng Dalian được quốc tế hóa, và Liên Xô cho thuê cảng Arthur.[19]
- Đối với việc ném bom Nhật Bản, các nước thỏa thuận sử dụng máy bay B-29 của Lực lượng Phòng không Lục quân Hoa Kỳ gần cửa sông Amur thuộc vùng Komsomolsk-Nikolaevsk, nhưng kế hoạch này không diễn ra. Tướng quân Aleksei Antonov nói rằng Hồng Quân sẽ chiếm lấy nửa phía nam của Đảo Sakhalin và mong muốn phía Mỹ hỗ trợ trong việc bảo vệ Kamchatka.[20]
- Tội phạm chiến tranh quốc xã sẽ bị truy tìm và xét xử tại nơi tội ác của họ diễn ra. Những lãnh đạo quốc xã bị xử tử.
- Một "Ủy ban Chia tách Đức" được thiết lập, với mục đích xem xét việc phân chia Đức ra thành những nước nhỏ. Một số đề xuất phân chia được minh họa như sau:[21]

Sự phân chia nước Đức thành các vùng chiếm đóng Đồng Minh:   Vùng của Anh   Vùng của Pháp (hai lãnh thổ tách rời) và từ năm 1947, Saar bảo hộ   Vùng của Mỹ, bao gồm Bremen   Vùng của Liên Xô, sau là Đông Đức   Lãnh thổ sáp nhập Ba Lan và Liên Xô
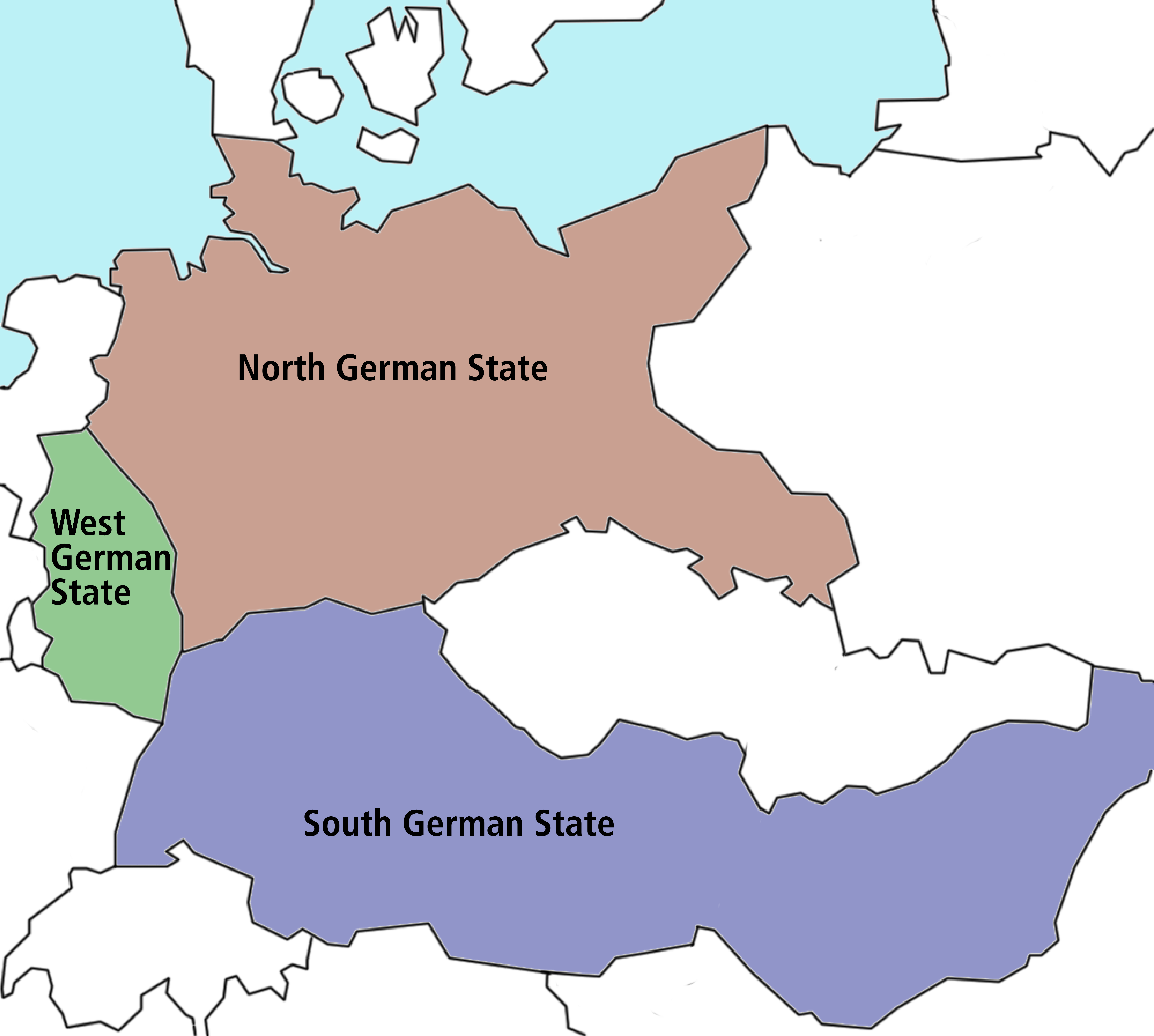
Kế hoạch phân chia của Winston Churchill:   Bắc Đức   Nam Đức, bao gồm Áo và Hungary hiện đại   Tây Đức
Kế hoạch Morgenthau:   Bắc Đức   Nam Đức   Vùng quốc tế   Lãnh thổ bị mất (Saarland cho Pháp, Thượng Silesia cho Ba Lan, Đông Phổ chia giữa Ba Lan và Liên Xô)

## Trật tự hai cực Yalta
Sự kiện này cũng dẫn đến việc hình thành Trật tự lưỡng cực Yalta là việc phân chia khu vực có ảnh hưởng giữa các nước lớn của phe đồng minh tại Hội nghị. 
Nội dung của hội nghị về việc kết thúc chiến tranh: Ba cường quốc thống nhất mục đích là tiêu diệt tận gốc Chủ nghĩa Phát xít Đức và Chủ nghĩa quân phiệt Nhật. Liên Xô sẽ tham gia chiến tranh chống Nhật tại Châu Á sau khi chiến tranh ở châu Âu kết thúc. Ba cường quốc thống nhất sẽ thành lập một tổ chức để giữ gìn hòa bình và an ninh thế giới (mà sau này là Liên Hợp Quốc). Hội nghị đã thông qua các quyết định quan trọng về việc phân chia ảnh hưởng của 2 cường quốc Liên Xô và Hoa Kỳ. Theo đó, Liên Xô duy trì ảnh hưởng Đông Âu, Đông Đức, Đông Berlin, quần đảo Kuril, Bắc Triều Tiên, Đông Bắc Trung Quốc và Mông Cổ; tương tự Hoa Kỳ cũng duy trì ảnh hưởng ở phần còn lại của châu Âu (Tây Âu), Tây Đức, Tây Berlin, Nam Triều Tiên, phần còn lại của Nhật Bản, ở bán đảo Triều Tiên, quân đội Liên Xô chiếm đóng miền Bắc, quân đội Mỹ chiếm đóng miền Nam lấy vĩ tuyến 38 làm ranh giới quân sự, nhằm tạo cơ sở cho việc gìn giữ trật tự thế giới sau khi chiến tranh kết thúc. Anh, Pháp được khôi phục khu vực ảnh hưởng cũ. Áo và Phần Lan trở thành nước trung lập. Vùng Mãn Châu, đảo Đài Loan và quần đảo Bành Hồ được trao trả lại cho Trung Quốc. Ngoài ra, theo thỏa thuận của Hội nghị Potsdam, lấy vĩ tuyến 16 làm ranh giới, việc giải giáp quân đội Nhật được giao cho quân đội Anh về phía Nam và quân đội Trung Hoa Dân Quốc về phía Bắc.
Trật tự 2 cực Yalta vào năm 1945 đã góp phần hình thành hai hệ thống xã hội đối lập: Tư bản chủ nghĩa và Xã hội chủ nghĩa. Nước Đức chia thành hai nhà nước với hai chế độ chính trị khác nhau: Cộng hòa Liên bang Đức ở phía Tây và Cộng hòa Dân chủ Đức phía Đông. Sự chia cắt thành Bắc Triều Tiên và Hàn Quốc mà vẫn còn tồn tại cho đến bây giờ. Tại Việt Nam, giới tuyến quân sự tạm thời là vĩ tuyến 17 giữa Việt Nam Dân chủ Cộng hòa do Chủ tịch Hồ Chí Minh đứng đầu ở phía Bắc và Quốc gia Việt Nam thuộc Liên hiệp Pháp do Bảo Đại làm quốc trưởng ở phía Nam theo Hiệp định Geneve 1954 là hệ quả của các thỏa thuận giữa các nước đồng minh 1943 đến 1945. Sau 1956, Pháp rút quân, chính phủ Bảo Đại vốn thừa kế Liên hiệp Pháp, đã bị thay thế bởi sự lật đổ của Ngô Đình Diệm bằng việc tổ chức một cuộc Trưng cầu dân ý phế truất Quốc trưởng Bảo Đại vào năm 1955 đương chuyến công du của ông sang Pháp. Sau đó đã cấm không cho Bảo Đại về miền Nam Việt Nam. Những thỏa thuận của 3 cường quốc ở Hội nghị Yalta như vậy đã xâm phạm đến vấn đề chủ quyền, toàn vẹn lãnh thổ cũng như lợi ích dân tộc của các quốc gia này.
Sau chiến tranh, hai hệ thống xã hội nêu trên càng được phát triển bởi:
- Kế hoạch Marshall đối với các nước Tây Âu của Mĩ.
- Sự thành lập Hội đồng tương trợ kinh tế (SEV) vào năm 1949 của khối các nước Xã hội Chủ nghĩa.

Trải qua hơn 40 năm, "Trật tự lưỡng cực Yalta" đã từng bước bị xói mòn và sau những biến động to lớn ở Đông Âu và Liên Xô trong những năm 1988–1991, "Trật tự lưỡng cực Yalta" đã bị sụp đổ, do Khối Đông Âu và các liên minh trong phạm vi ảnh hưởng chủ yếu của Liên Xô (liên minh quân sự – khối Hiệp ước Warszawa và liên minh kinh tế – khối SEV) đã bị tan vỡ và do đó thế "lưỡng cực" của hai siêu cường Hoa Kỳ và Liên Xô trong trật tự thế giới cũ đã bị phá vỡ.
Thuật ngữ "Trật tự hai cực Yalta" thường chỉ được dùng trong sách giáo khoa các nước theo Xã hội chủ nghĩa.